# Stadion am Lochowdamm
Das Stadion am Lochowdamm (auch BSV-Platz genannt) war eine Sportstätte für Fußball und Feldhandball im Berliner Ortsteil Schmargendorf.

## Geschichte
Im Jahr 1909 legte der BTuFC Britannia 1892 neben dem damaligen Berliner Gaswerk V an der Forckenbeckstraße den Britannia-Sportplatz an. Dieser wurde später zum Stadion am Lochowdamm erweitert. Im Rahmen der Olympischen Sommerspiele 1936 wurden im Stadion Spiele im Feldhandball ausgetragen.
Nachdem das Stadion im Zweiten Weltkrieg vollkommen zerstört worden war, wurde 1948 damit begonnen, eine Tribüne auf Trümmerschutt zu bauen. Am 5. Mai 1951 wurde das Stadion Wilmersdorf durch den Regierenden Bürgermeister Ernst Reuter eröffnet.